# Pimelea lehmanniana
Pimelea lehmanniana är en tibastväxtart. Pimelea lehmanniana ingår i släktet Pimelea och familjen tibastväxter.

## Underarter
Arten delas in i följande underarter:
- P. l. lehmanniana
- P. l. nervosa
- P. l. nervosa